# دوريس بار
دوريس بار (بالإنجليزية: Doris Barr)‏ هي لاعب كرة قاعدة أمريكية، ولدت في 26 أغسطس 1921 في Starbuck, Manitoba ‏ في كندا، وتوفيت في 12 يوليو 2009 في وينيبيغ في كندا.